# Orson Krennic
Orson Callan Krennic è un personaggio immaginario del franchise di Guerre stellari, interpretato dall'attore Ben Mendelsohn nel film del 2016 Rogue One come antagonista principale e come personaggio secondario nella seconda stagione di Andor. Krennic è il direttore della ricerca sulle armi avanzate per l'Impero Galattico ed è stato introdotto nel romanzo prequel del 2016 Catalyst: A Rogue One Story di James Luceno.

## Personaggio

### Origini
Il direttore creativo di Industrial Light & Magic John Knoll, accreditato per la storia di Rogue One, ha dichiarato a Vanity Fair nel 2016 di aver concepito la trama del film mentre lavorava come supervisore agli effetti visivi del film del 2005 Star Wars: Episodio III - La vendetta dei Sith. Sentendo parlare dello sviluppo di una serie televisiva live-action di Guerre stellari, concepì una storia, ispirata a un punto della trama menzionato nella scansione iniziale del film originale del 1977 Guerre stellari, che alla fine sarebbe diventato Rogue One. Nella bozza originale del film di Knoll, Krennic era un agente doppio della squadra di Jyn Erso che riferiva all'Ufficio di Sicurezza Imperiale. Tuttavia, questo è stato cambiato quando Gary Whitta è salito a bordo per scrivere la sceneggiatura. I precedenti finali pianificati per il film vedevano Krennic sopravvivere agli eventi su Scarif prima di essere ucciso da Dart Fener per non aver impedito il furto dei piani alla Morte Nera. La scena è stata tagliata in quanto gli sceneggiatori avevano difficoltà a giustificare il motivo per cui Krennic sarebbe sopravvissuto all'esplosione causata dalla Morte Nera.

### Casting
Nel marzo 2015, è stato annunciato che Ben Mendelsohn era stato scelto per un ruolo da protagonista in Rogue One. Mendelsohn ha detto in un'intervista di aver saputo del suo casting durante le riprese di Bloodline, cenando in un ristorante con il regista Gareth Edwards, "Lui  mi ha parlato della storia e mi ha parlato del personaggio e poi ha detto, 'Voglio che tu lo faccia'". Mendelsohn notò che la sua risposta fu immediata.

### Descrizione
Il personaggio di Orson Krennic è raffigurato come uno sviluppatore di armi imperiali assetato di potere e spietato che supervisiona la costruzione della Morte Nera, una stazione spaziale con la capacità di distruggere un intero pianeta. Krennic ha una rivalità con il Grand Moff Tarkin, e cerca di conquistare il favore dell'imperatore Palpatine.
James Luceno, autore del romanzo Catalyst: A Rogue One Story che ha introdotto Krennic, ha detto: "Orson Krennic è orgoglioso di essere in grado di farsi strada attraverso la manipolazione e qualsiasi cosa diabolica possa inventare. Ha anche la capacità di rimanere in piedi anche quando gli vengono scagliati pugni. Può cambiare strategia nel bel mezzo delle cose. Questo, combinato con la sua innata volatilità, lo rende un tipo di cattivo molto diverso da quello che abbiamo visto".
In un'intervista con Collider, Mendelsohn ha parlato del suo personaggio, dicendo "È un outsider, essenzialmente. È un outsider nella misura in cui non è un tipo nato di classe ufficiale, è un ragazzo che si è fatto strada e considera gran parte della classe degli ufficiali come se non valesse davvero la pena di essere il loro sale. Ed è un ragazzo che per così dire è venuto fuori attraverso le cose, quindi ha una grande forza di volontà, crede anche molto nell'agenda dell'Impero, è molto d'accordo. Si è fatto strada fino a diventare il capo dell'intelligence militare e delle operazioni e costruirà questa Morte Nera".

## Apparizioni

### Catalyst: A Rogue One Story
Krennic appare per la prima volta nel romanzo prequel del 2016 Catalyst: A Rogue One Story di James Luceno. Tenente comandante del gruppo di armi speciali della Repubblica Galattica, salva il suo vecchio amico Galen Erso, uno scienziato che è stato rapito con la sua famiglia da agenti separatisti. Dopo la formazione dell'Impero, Krennic manipola Galen per farlo lavorare al progetto della Morte Nera. Il romanzo spiega anche come l'interrogatorio di Krennic a Poggle the Lesser, un personaggio introdotto in L'attacco dei cloni, abbia dato il via al Progetto Morte Nera dell'Impero.

### Rogue One
Rogue One: A Star Wars Story è stato rilasciato nel dicembre 2016, con Ben Mendelsohn nel ruolo di Orson Krennic. All'inizio del film, cattura Galen Erso per costringerlo a continuare ad aiutare l'Impero a costruire la Morte Nera. Più di un decennio dopo, Krennic incontra Grand Moff Tarkin, che esprime scetticismo sulla sua gestione del progetto Morte Nera. Quando la Morte Nera è completata, Krennic testa il suo superlaser sulla capitale Jedha su richiesta di Tarkin, uccidendo l'estremista ribelle Saw Gerrera e i suoi partigiani. Una volta che Krennic ha dimostrato il potere della stazione, l'imperioso Tarkin usa una recente fuga di sicurezza come pretesto per strappargli il controllo dell'arma. Un furioso Krennic si reca a Eadu per affrontare Galen e la sua squadra di ingegneri, che crede possano essere responsabili della perdita. Dopo che Galen confessa, viene ferito mortalmente durante un attacco ribelle e Krennic fugge. In seguito incontra Dart Fener su Mustafar, cercando udienza con Palpatine e per riprendere il comando della Morte Nera, ma viene soffocato dalla Forza e licenziato per assicurarsi che non ci siano ulteriori violazioni della sicurezza relative al progetto Morte Nera. Krennic va a Scarif mentre i Ribelli ingaggiano le forze imperiali lì, e manda le sue guardie Death Trooper in battaglia mentre tenta di impedire ai Ribelli di rubare i piani della Morte Nera nascosti nella struttura imperiale di Scarif. Krennic spara e ferisce Cassian Andor, e in seguito cerca di uccidere Jyn Erso, ma Andor si riprende e spara a Krennic, rendendolo inabile. Krennic viene successivamente ucciso dal superlaser della Morte Nera quando spara su Scarif per ordine di Tarkin.

### Opere correlate e merchandising
Krennic appare nel romanzo cinematografico di Rogue One di Alexander Freed.
Krennic è un personaggio giocabile nel videogioco sparatutto d'azione del 2015 Star Wars Battlefront, come parte del contenuto scaricabile. Appare anche come personaggio giocabile nel gioco di ruolo a turni mobile Star Wars: Galaxy of Heroes, classificato come un supporto dell'Impero che infligge vari debuff e funziona bene con un Death Trooper. È anche un leader della squadra Dark Side nel MOBA Star Wars: Force Arena del 2017 che fornisce una piccola spinta di energia e possiede anche un'abilità di attacco rapido.
Krennic è menzionato alcune volte nella stagione finale di Star Wars Rebels, ma non è apparso nella serie a causa di una decisione creativa di Dave Filoni. È stato inserito in una delle prime bozze dell'episodio "A Fool's Hope", ma la scena è stata tagliata all'inizio.
Star Wars: Darth Vader Annual #2 presenta un'apparizione di Krennic che descrive il suo primo incontro con Fener e la sua faida con Tarkin.
Krennic appare nel romanzo di Timothy Zahn del 2019 Star Wars: Thrawn: Treason. Ambientato sullo sfondo degli ultimi episodi di Star Wars Rebels, il romanzo include un incontro tra Krennic e il Grand'ammiraglio Thrawn.
Mendelsohn riprende il suo ruolo di Krennic nell'episodio "The Summit" di Star Wars: The Bad Batch, ambientato prima degli eventi di Rogue One.

## Accoglienza
Krennic è stato generalmente accolto positivamente dalla critica e dai fan. Gareth Edwards ha detto a USA Today che gli piaceva il modo in cui il personaggio era "molto più operaio" e saliva ai ranghi "attraverso la pura forza della personalità e delle idee". Nella recensione altrimenti critica del film di Sight & Sound, Tim Hayes scrisse: "A parte l'Orson Krennic di Ben Mendelsohn ... e forse Donnie Yen nei panni di un samurai cieco... I volti non sono memorabili e i personaggi non eccezionali". Meredith Woerner del Los Angeles Times ha definito il mantello bianco che Krennic indossa il "pezzo di spicco" del film, scrivendo che "dispiega un mondo di minacce semplicemente scivolando su una spiaggia insanguinata o sferzando attraverso la pioggia senza mai mostrare nemmeno il più piccolo granello di sporcizia".
Al contrario, Joshua Starnes ha scritto che i fallimenti di Krennic contro i ribelli e la ricerca di elogi non lo rendono "un cattivo particolarmente sinistro o efficace", e il film "lo indebolisce continuamente come una presenza minacciosa".